# Lista de prêmios e indicações recebidos por Leonardo DiCaprio
Ao longo de sua carreira artística, o ator e produtor Leonardo DiCaprio já recebeu 47 prêmios de 168 indicações, tendo sido segundo colocado em quatro destas. DiCaprio foi indicado sete vezes aos Prêmios da Academia, cinco vezes ao Prêmio BAFTA e dez vezes ao Prêmio Screen Actor Guild - tendo vencido uma ocasião em cada um destas premiações, além de vencer três de doze indicações ao Globo de Ouro.
DiCaprio foi três vezes indicado ao Prêmio Young Artist por suas atuações televisivas durante a década de 1990 - nomeadamente a telenovela Santa Barbara (1990), a dramédia Parenthood (1990), e a sitcom Growing Pains (1991). Em seguida, estreou no cinema com o filme Critters 3. No drama What's Eating Gilbert Grape (1993), o ator interpretou um jovem mentalmente desafiado, rendendo-lhe indicações ao Óscar e ao Globo de Ouro. Três anos mais tare, DiCaprio atuou em Romeo + Juliet, pelo qual recebeu o prêmio de Melhor Ator do Festival Internacional de Cinema de Berlim. DiCaprio contracenou com Kate Winslet no aclamado drama romântico Titanic (1997), dirigido por James Cameron, e o segundo filme mais lucrativo de todos os tempos. Por este trabalho, o ator foi indicado ao MTV Movie Award de Melhor Performance Masculina e pela primeira vez ao Globo de Ouro de Melhor Ator. Posteriormente, por seu trabalho em The Beach, recebeu um indicação a duas categorias do Teen Choice Awards, incluindo "Ator Preferido". Contudo, o papel rendeu-lhe igualmente uma indicação ao Framboesa de Ouro como Pior Ator. Em 2002, interpretou o falsificador Frank Abagnale, Jr. em Catch Me If You Can e estrelou o drama histórico Gangs of New York - trabalhos que renderam-lhe outras duas indicações ao MTV Movie Awards.
Por sua performance como Howard Hughes em The Aviator (2004), DiCaprio foi indicado pela primeira vez ao Óscar, BAFTA e Critics' Choice Movie de Melhor Ator Principal; o ator também recebeu um Globo de Ouro na mesma categoria. Por suas atuações seguintes - o filme policial The Departed (2006), o suspense Blood Diamond (2006), o drama Revolutionary Road (2008), o drama biográfico J. Edgar (2011) e a comédia dramática "Once Upon a Time in Hollywood" (2019), DiCaprio recebeu indicações ao Globo de Ouro de Melhor Ator.

## Prêmios e indicações

### BAFTA Film Award
| Ano  | Categoria             | Indicado/Obra           | Resultado | Ref. |
| ---- | --------------------- | ----------------------- | --------- | ---- |
| 2005 | Melhor Ator Principal | The Aviator             | Indicado  |      |
| 2007 | Melhor Ator Principal | The Departed            | Indicado  |      |
| 2014 | Melhor Ator Principal | The Wolf of Wall Street | Indicado  |      |
| 2016 | Melhor Ator Principal | The Revenant            | Venceu    |      |

### Empire Award
| Ano  | Categoria   | Indicado/Obra           | Resultado | Ref. |
| ---- | ----------- | ----------------------- | --------- | ---- |
| 2007 | Melhor Ator | The Departed            | Indicado  |      |
| 2011 | Melhor Ator | Inception               | Indicado  |      |
| 2014 | Melhor Ator | The Wolf of Wall Street | Indicado  |      |
| 2016 | Melhor Ator | The Revenant            | Indicado  |      |

### Globo de Ouro
| Ano      | Categoria                         | Indicado/Obra               | Resultado      | Ref. |
| -------- | --------------------------------- | --------------------------- | -------------- | ---- |
| 1994     | Melhor Ator Coadjuvante em Cinema | What's Eating Gilbert Grape | Indicado       |      |
| 1998     | Melhor Ator em Filme Dramático    | Titanic                     | Indicado       |      |
| 2003     | Melhor Ator em Filme Dramático    | Catch Me If You Can         | Indicado       |      |
| 2005     | Melhor Ator em Filme Dramático    | The Aviator                 | Venceu         |      |
| 2007     | Melhor Ator em Filme Dramático    | The Departed                | Indicado       |      |
| 2007     | Melhor Ator em Filme Dramático    | Blood Diamond               | Indicado       |      |
| 2009     | Melhor Ator em Filme Dramático    | Revolutionary Road          | Indicado       |      |
| 2012     | Melhor Ator em Filme Dramático    | J. Edgar                    | Indicado       |      |
| 2013     | Melhor Ator Coadjuvante em Cinema | Django Unchained            | Indicado       |      |
| 2014     | Melhor Ator em Comédia ou Musical | The Wolf of Wall Street     | Venceu         |      |
| 2016     | Melhor Ator em Filme Dramático    | The Revenant                | Venceu         |      |
| 2024     | Melhor Ator em Filme Dramático    | Killers of The Flower Moon  | \| Indicado \| |      |
| Indicado |                                   |                             |                |      |

### Hollywood Film Awards
| Ano  | Categoria   | Indicado/Obra | Resultado | Ref. |
| ---- | ----------- | ------------- | --------- | ---- |
| 2004 | Ator do Ano | The Aviator   | Venceu    |      |

### MTV Movie Award
| Ano  | Categoria                              | Indicado/Obra           | Resultado | Ref.  |
| ---- | -------------------------------------- | ----------------------- | --------- | ----- |
| 1997 | Melhor Beijo (com Claire Danes)        | Romeo + Juliet          | Indicado  | [ 1 ] |
| 1997 | Melhor Dupla (com Claire Danes)        | Romeo + Juliet          | Indicado  | [ 1 ] |
| 1997 | Melhor Performance Masculina           | Romeo + Juliet          | Indicado  | [ 1 ] |
| 1998 | Melhor Beijo (com Kate Winslet)        | Titanic                 | Indicado  | [ 2 ] |
| 1998 | Melhor Performance Masculina           | Titanic                 | Venceu    | [ 2 ] |
| 1998 | Melhor Dupla (com Kate Winslet)        | Titanic                 | Indicado  | [ 2 ] |
| 2003 | Melhor Beijo (com Cameron Diaz)        | Gangs of New York       | Indicado  | [ 3 ] |
| 2003 | Melhor Performance Masculina           | Catch Me If You Can     | Indicado  | [ 3 ] |
| 2005 | Melhor Performance Masculina           | The Aviator             | Venceu    | [ 4 ] |
| 2011 | Melhor Momento "WTF" (com Elliot Page) | The Inception           | Indicado  | [ 5 ] |
| 2013 | Melhor Vilão                           | Django Unchained        | Indicado  | [ 6 ] |
| 2013 | Melhor Dupla (com Samuel L. Jackson)   | Django Unchained        | Indicado  | [ 6 ] |
| 2014 | Melhor Momento "WTF"                   | The Wolf of Wall Street | Venceu    | [ 7 ] |
| 2016 | Melhor Performance Masculina           | The Revenant            | Venceu    | [ 8 ] |
| 2016 | Melhor Luta (Hugh Glass vs. O Urso)    | The Revenant            | Indicado  | [ 8 ] |

### National Board of Review
| Ano  | Categoria               | Indicado/Obra                           | Resultado | Ref. |
| ---- | ----------------------- | --------------------------------------- | --------- | ---- |
| 1994 | Melhor Ator Coadjuvante | What's Eating Gilbert Grape             | Venceu    |      |
| 2007 | Melhor Elenco           | The Departed                            | Venceu    |      |
| 2013 | Melhor Ator Coadjuvante | Django Unchained                        | Venceu    |      |
| 2014 | Colaboração em Carreira | Leonardo DiCaprio (com Martin Scorcese) | Venceu    |      |

### Nickelodeon Kids' Choice Awards
| Ano  | Categoria              | Indicado/Obra     | Resultado | Ref.  |
| ---- | ---------------------- | ----------------- | --------- | ----- |
| 2009 | "Big Green Help Award" | Leonardo DiCaprio | Venceu    | [ 9 ] |

### People's Choice Awards
| Ano  | Categoria                                                                               | Indicado/Obra    | Resultado | Ref.   |
| ---- | --------------------------------------------------------------------------------------- | ---------------- | --------- | ------ |
| 2007 | Rivais em Cena Favoritos (com Matt Damon e Jack Nicholson)                              | The Departed     | Indicado  | [ 10 ] |
| 2011 | Equipe em Cena Favorita (com Tom Hardy, Elliot Page, Dileep Rao e Joseph Gordon-Levitt) | Inception        | Indicado  | [ 11 ] |
| 2014 | Ator Dramático Favorito                                                                 | The Great Gatsby | Venceu    | [ 12 ] |
| 2014 | Ator em Cinema Favorito                                                                 | The Great Gatsby | Indicado  | [ 12 ] |

### Prêmios da Academia
| Ano  | Categoria              | Indicado/Obra                 | Resultado | Ref.   |
| ---- | ---------------------- | ----------------------------- | --------- | ------ |
| 1994 | Melhor Ator Secundário | What's Eating Gilbert Grape   | Indicado  | [ 13 ] |
| 2005 | Melhor Ator Principal  | The Aviator                   | Indicado  | [ 14 ] |
| 2007 | Melhor Ator Principal  | Blood Diamond                 | Indicado  | [ 15 ] |
| 2014 | Melhor Ator Principal  | The Wolf of Wall Street       | Indicado  | [ 16 ] |
| 2014 | Melhor Filme           | The Wolf of Wall Street       | Indicado  | [ 16 ] |
| 2016 | Melhor Ator Principal  | The Revenant                  | Venceu    | [ 17 ] |
| 2019 | Melhor ator Principal  | Once Upon a TIme in Hollywood | Indicado  |        |

### Satellite Awards
| Ano  | Categoria                         | Indicado/Obra           | Resultado | Ref.   |
| ---- | --------------------------------- | ----------------------- | --------- | ------ |
| 1998 | Melhor Ator em Cinema             | Titanic                 | Indicado  | [ 18 ] |
| 2006 | Melhor Ator em Cinema             | Blood Diamond           | Indicado  | [ 19 ] |
| 2006 | Melhor Ator Coadjuvante em Cinema | The Departed            | Venceu    | [ 19 ] |
| 2006 | Melhor Elenco                     | The Departed            | Venceu    | [ 19 ] |
| 2008 | Melhor Ator em Cinema             | Revolutionary Road      | Indicado  | [ 20 ] |
| 2010 | Melhor Ator em Cinema             | Inception               | Indicado  | [ 21 ] |
| 2011 | Melhor Ator em Cinema             | J. Edgar                | Indicado  | [ 22 ] |
| 2014 | Melhor Ator em Cinema             | The Wolf of Wall Street | Indicado  | [ 23 ] |
| 2016 | Melhor Ator em Cinema             | The Revenant            | Venceu    | [ 24 ] |

### Scream Awards
| Ano  | Categoria                        | Indicado/Obra  | Resultado | Ref.   |
| ---- | -------------------------------- | -------------- | --------- | ------ |
| 2010 | Melhor Ator em Ficção Científica | Inception      | Venceu    | [ 25 ] |
| 2010 | Melhor Ator em Horror            | Shutter Island | Indicado  | [ 26 ] |

### Saturn Awards
| Ano  | Categoria   | Indicado/Obra  | Resultado | Ref.   |
| ---- | ----------- | -------------- | --------- | ------ |
| 2011 | Melhor Ator | Shutter Island | Indicado  | [ 27 ] |
| 2011 | Melhor Ator | Inception      | Indicado  | [ 27 ] |
| 2015 | Melhor Ator | The Revenant   | Indicado  | [ 28 ] |

### Screen Actors Guild Awards
| Ano  | Categoria                         | Indicado/Obra | Resultado | Ref. |
| ---- | --------------------------------- | ------------- | --------- | ---- |
| 1997 | Melhor Elenco em Cinema           | Marvin's Room | Indicado  |      |
| 1998 | Melhor Elenco em Cinema           | Titanic       | Indicado  |      |
| 2005 | Melhor Elenco em Cinema           | The Aviator   | Indicado  |      |
| 2005 | Melhor Ator em Cinema             | The Aviator   | Indicado  |      |
| 2007 | Melhor Elenco em Cinema           | The Departed  | Indicado  |      |
| 2007 | Melhor Ator Coadjuvante em Cinema | The Departed  | Indicado  |      |
| 2007 | Melhor Ator em Cinema             | Blood Diamond | Indicado  |      |
| 2012 | Melhor Ator em Cinema             | J. Edgar      | Indicado  |      |
| 2016 | Melhor Ator em Cinema             | The Revenant  | Venceu    |      |